# Dresden English Football Club
Maillots
Le Dresden English FC fut un club allemand de football localisé à Dresde, dans la Saxe.
Ce club fut créé par des ressortissants anglais vivant et/ou travaillant à Dresde. Il est considéré par les historiens et documentalistes comme le premier club de football fondé en Eurasie.

## Histoire
Le Dresden English FC fut fondé le 18 mars 1874 par des Anglais vivant et travaillant dans la ville de Dresde. Ce fut le premier club de football créé en Royaume de Saxe.
En avril 1874, un journal de Leipzig annonça la création d’une Société qui se nomme Dresden Football Club et dont l’activité est la pratique d’un jeu de ballon avec le pied.
Le club, qui dans d’autres publications était appelé Dresden English Football Club (ou aussi DFC), fut créé par des ingénieurs et ouvriers anglais venus à Dresde participer au développement de l’activité industrielle naissante et qui ne voulaient pas arrêter la pratique de leur sport favori. Ce fut un des tout premiers clubs fondés sur le continent.
Dès la fondation de l’équipe, ils furent près de 70 membres à se retrouver à la fin de la semaine, au Güntzwiesen, devant l’entrée du Grosser Garten, tout près du site où se trouve de nos jours le Glücksgas-Stadion du Dynamo Dresden. Ils s’y entraînaient et jouaient.
Les informations de l’époque rapportent que l’on pouvait voir une vingtaine de jeunes hommes en costume et portant des couleurs les différenciant. Comme équipement, ils portaient une chemise ou un pull avec ou sans manches ainsi qu’un pantalon laissant voir le genou et de grandes chaussettes. Ils avaient également de grosses chaussures ou des bottines.
La première partie dont on a retrouvé une trace documentée eut lieu au nouvel an 1891, selon une lettre ou un rapport de Philipp Heineken, qui fut plus tard (en janvier 1900) un des vice-présidents fondateurs de la DFB : Le Jour de l’An 1891, le English FC (Berlin) rencontra le Dresdner FC et souffrit une défaite 7-0.
Par recoupements entre les documents retrouvés et/ou publiés, on sait que jusqu’au 10 mars 1884, le DFC joua sept matches. Pour les six premiers des archives permettent de savoir que le club totalisa une différence de buts générale de 34-0.
Dans ces victoires, il y en eut une, en 1892 contre une sélection de joueurs de la nouvellement fondée Deutschen Fussball-und Cricket Bund (DFuCB). Le match se déroula devant plusieurs centaines de spectateurs dont l’ambassadeur de Grande-Bretagne en Prusse. Le Dresden FC s’imposa 3-0 contre la sélection berlinoise que le journaliste Andreas Wittner présenta, en 2006, comme la « première équipe nationale allemande ». Le périodique « Spiel und Sport », dans son édition du 10 mars 1894 évoquait la sélection de la DFuCB comme la sélection fédérale berlinoise.
Le journal viennois Allgemeinen Sportzeitung renseigna que : « jusqu’au 10 mars 1894, le Dresdner English Football Club ne concéda aucune défaite et n’avait encaissé aucun but »[réf. souhaitée].
L’invincibilité du DFC prit fin ce jour-là à la suite d'une défaite contre le Berliner Thor-und Fussball Club Victoria 89 (qui avait perdu le match aller 5-0). Le journal renseigna que « le Victoria berlinois pris 10 minutes pour marquer deux buts et arriver à la mi-temps sans que les Anglais n’aient marqué. Résultat final: 2 Goals pour le Victoria contre 0 pour l’English Football Club ».
Le journal viennois poursuivit en disant que « personne ne croyait cette défaite possible et que quand la dépêche arrive personne ne voulait la croire ». Les joueurs étaient : Beb (captiaine), Burchard, Crossley, Graham, Atkins, Spencer, Ravenscraft, Johnson, le Maistre, Luxmoore, Young. Präsident war Rev. Bowden.
Il semble que ce club arrêta ses activités au début des années 1890. Il avait toutefois montré l'exemple et servit de base aux fondations, du Neue Dresdner FC 1893, dont des membres formèrent ensuite le Dresdner SC 1898. Ces deux clubs se considèrent d'ailleurs comme les héritiers du DFC.